# Bröderna Ottosson
Bröderna Ottosson var en tillverkare av bland annat säkerhetsbälten. Bolaget bildades 1947 och 1953 startade tillverkningen av bilbälten under varunamnet Klippan. När Volvo införde trepunktsbälte som standard på 1950-talet tillverkades bältena av Bröderna Ottosson. Efterföljare är Klippan Safety AB.